# جوزيف شارون
جوزيف شارون (بالإنجليزية: Joseph Charron)‏ هو كاهن كاثوليكي أمريكي، ولد في 30 ديسمبر 1939 في ريدفيلد في الولايات المتحدة.